# Kazuhiro Mizoguchi
Kazuhiro Mizoguchi (jap. 溝口和洋 Mizoguchi Kazuhiro; ur. 18 marca 1962 w Wakayamie) – japoński lekkoatleta, który specjalizował się w rzucie oszczepem.
Dwa razy – w 1984 oraz 1988 roku – startował w igrzyskach olimpijskich kończąc swój udział na eliminacjach. Trzykrotny uczestnik mistrzostw świata (Rzym 1987, Tokio 1991 oraz Göteborg 1995). W 1989 roku zajął drugie miejsce w zawodach pucharu świata. Dwa razy stawał na podium igrzysk azjatyckich (złoto w 1986 i brąz w 1990). Ma w dorobku srebro (1983) oraz brąz (1985) mistrzostw Azji. Medalista mistrzostw Japonii cztery razy poprawiał rekord kraju w rzucie oszczepem. Najlepszy oszczepnik 1989 – prowadzenie w tabelach światowych dał mu wynik 87,60. Rekordy życiowe: stary model oszczepu – 85,56 (2 czerwca 1985, Tokio); nowy model – 87,60 (27 maja 1989, San Jose). Mizoguchi był do 2014 roku rekordzistą Azji w rzucie oszczepem, jest też aktualnym rekordzistą Japonii w tej konkurencji.

## Osiągnięcia
| Rok  | Impreza              | Miejsce     | Lokata            | Wynik |
| ---- | -------------------- | ----------- | ----------------- | ----- |
| 1983 | Mistrzostwa Azji     | Kuwejt      | 2. miejsce        | 70,16 |
| 1984 | Igrzyska olimpijskie | Los Angeles | el. – 20. miejsce | 74,82 |
| 1985 | Mistrzostwa Azji     | Dżakarta    | 3. miejsce        | 74,90 |
| 1986 | Igrzyska azjatyckie  | Seul        | 1. miejsce        | 76,60 |
| 1987 | Mistrzostwa świata   | Rzym        | 6. miejsce        | 80,24 |
| 1988 | Igrzyska olimpijskie | Seul        | el. – 19. miejsce | 77,46 |
| 1989 | Puchar świata        | Barcelona   | 2. miejsce        | 82,56 |
| 1990 | Igrzyska azjatyckie  | Pekin       | 3. miejsce        | 75,84 |
| 1991 | Mistrzostwa świata   | Tokio       | el. – 29. miejsce | 73,78 |
| 1995 | Mistrzostwa świata   | Göteborg    | el. – 34. miejsce | 68,66 |